# جيوستافو أوبيرمان
جيوستافو أوبيرمان (بالإسبانية: Gustavo Oberman)‏ (25 مارس 1985 بكويلمس في الأرجنتين - ) هو لاعب كرة قدم أرجنتيني في مركز الهجوم. لعب مع أرجنتينوس جونيورز وأوليمبو وريفر بليت وسي إف آر كلوج وكيلمس ونادي قرطبة ونادي كاستييون وسان ماركوس دي أريكا ‏.

## وصلات خارجية
- جيوستافو أوبيرمان على موقع قاعدة بيانات كرة القدم.إي يو (الإنجليزية)
- جيوستافو أوبيرمان على موقع Soccerway.com (الإنجليزية)
- جيوستافو أوبيرمان على موقع AS.com (الإسبانية)